# 无苞粗叶木
无苞粗叶木（学名：Lasianthus lucidus）为茜草科粗叶木属下的一个种。

## 扩展阅读
- 維基物種上的相關：无苞粗叶木